# Стрељачко оружје
Стрељачко наоружање је израз који се користи за врсте и типове ватреног оружја којим се служи пешадија у сврху неутрализације непријатељске живе, односно непосредне одбране.
Међу најчешће типове стрељачког наоружања спада:
- пушка, при чему се данас као стандард користи јуришна пушка, односно снајперска пушка за специјалне задатке.
- пиштољ
- митраљез.

Поред тога се као стрељачко наоружање сматра и аутомат, мада се њиме чешће користе полицијске него војне снаге.
Авионски, бродски и великокалибарски типови противавионских митраљеза не спадају у стрељачко наоружање.